# Pelodera strongyloides
Pelodera strongyloides är en rundmaskart. Pelodera strongyloides ingår i släktet Pelodera och familjen Rhabditidae. Inga underarter finns listade i Catalogue of Life.